# Колобов, Алексей Михайлович
Алексей Михайлович Колобов (1929, Шуя, СССР — 1992) — советский футболист, полузащитник, тренер.

## Биография
Воспитанник футбольной школы «Спартак» Шуя. В 1947—1949 годах играл за владимирское «Торпедо», в 1949 — также за команду г. Коврова. В 1950 году сыграл три матча за дубль «Динамо» Тбилиси, забил два мяча. В 1951—1953 годах в составе «Динамо» Ленинград в классе «А» провёл 61 матч, забил 20 мячей. В 1954 году был в составе «Зенита», но не проведя ни одного матча, перешёл в «Трудовые резервы», за которые до 1958 года сыграл 130 матчей, забил 20 мячей.
В 1960—1961 и 1965—1971 годах работал тренером в ленинградском «Динамо», с 1972 — в школе «Смена», первый тренер Валерия Брошина.